# Huwu (köpinghuvudort i Kina, Zhejiang Sheng, lat 28,40, long 121,20)
Huwu (kinesiska: 湖雾, 湖雾镇) är en köpinghuvudort i Kina. Den ligger i provinsen Zhejiang, i den östra delen av landet, omkring 230 kilometer sydost om provinshuvudstaden Hangzhou. Antalet invånare är 12 353. Befolkningen består av 6 079 kvinnor och 6 274 män. Barn under 15 år utgör 14,0 %, vuxna 15-64 år 69 %, och äldre över 65 år 15,0 %.
Runt Huwu är det mycket tätbefolkat, med 1 135 invånare per kvadratkilometer. Närmaste större samhälle är Zeguo, 19,8 km nordost om Huwu. I omgivningarna runt Huwu växer i huvudsak blandskog.
Genomsnittlig årsnederbörd är 2 023 millimeter. Den regnigaste månaden är juni, med i genomsnitt 334 mm nederbörd, och den torraste är januari, med 74 mm nederbörd.